# Conrad Köllner
Conrad Köllner (* um 1947) ist ein ehemaliger österreichischer Tischtennis-Nationalspieler, der in den 1960er Jahren zu den besten Spielern Österreichs gehörte.

## Werdegang
Conrad Köllner begann seine Laufbahn beim Verein ASV Puch Graz und wechselte 1964 zu Vienna Wien. Von 1975 bis 1977 spielte er für DSG Ferlach.
1964 belegte er Platz eins in der österreichischen Rangliste. Ein Jahr später wurde er nationaler Meister im Einzel, 1966 und 1967 erreichte er das Endspiel. Zudem gewann er 1967 zusammen mit Heinz Schlüter den Titel im Doppel. 1965 und 1967 wurde er für die Weltmeisterschaften nominiert, kam dabei jedoch nie in die Nähe von Medaillenrängen.
Conrad Köllner galt als eigensinnig, was auch zu mehreren Sperren führte.

„Schade, daß Köllners Talent und Können immer wieder im Gegensatz zu seiner Eigensinnigkeit steht, die ihn schon vor einiger Zeit zum "Enfant terrible" des österreichischen Tischtennissports gemacht hat.“

## Turnierergebnisse
| Verband | Veranstaltung     | Jahr | Ort       | Land | Einzel     | Doppel    | Mixed        | Team |
| ------- | ----------------- | ---- | --------- | ---- | ---------- | --------- | ------------ | ---- |
| AUT     | Weltmeisterschaft | 1967 | Stockholm | SWE  | letzte 64  | letzte 32 | keine Teiln. | 21   |
| AUT     | Weltmeisterschaft | 1965 | Ljubljana | YUG  | letzte 128 | Qual      | Qual         | 21   |